# خوسيه بوستامانتي ص ريفيرو
خوسيه بوستامانتي ص ريفيرو (بالإسبانية: José Bustamante y Rivero) (و. 1894 – 1989 م) هو قاض، ودبلوماسي، وبروفيسور (أستاذ جامعي)، ومحام من بيرو ولد في أريكويبا.
تولى منصب قائمة رؤساء بيرو (1945-07-28–1948-10-29) .

## مناصب وهيئات
تولى مناصب الأمم المتحدة.

## روابط خارجية
- خوسيه بوستامانتي ص ريفيرو على موقع الموسوعة البريطانية (الإنجليزية)
- خوسيه بوستامانتي ص ريفيرو على موقع مونزينجر (الألمانية)